# ミネオラ駅 (テキサス州)
ミネオラ駅 （英語： Mineola Station ）は、アメリカ合衆国テキサス州ミネオラ イースト・フロント・ストリート115にある駅。全米各地を結ぶ旅客鉄道のアムトラックが乗り入れている。

## 概要
1906年開業。2006年6月10日に、ミネオラの歴史的な駅舎の修復工事の完了を祝った。1974年から1996年まで、アムトラックのテキサス・イーグル号は当駅を通過していた。しかし、ミネオラコミュニティのリーダーは、創造的なローカルマーケティングや駅を改修するための約束に基づいて、自分たちの街に停車させようとアムトラックを納得させた。修復工事は1951年の近代化改装の際に損なわれた1906年当時の駅舎のオリジナルな外観を取り戻させた。建物を合理化するための取り組みでは、寄棟屋根が平屋根になり、細部の装飾が取り外された。2005年の修復事業は外観の復元が含まれていた。駅の他の改善事項は新しい看板設置工、駐車場整備工、フェンス設置工、造園工、自転車ラック設置工を含む。将来の切符販売代理店の執務室のためのスペースもある。駅には現在、鉄道グッズの博物館だけではなく、敷地内に復元された緩急車が保存されている。
ミネオラ市はテキサス州運輸省(TxDOT)からの55万ドル、ミネオラ開発株式会社からの195,820ドル、メレディス財団から鉄道博物館のための46,000ドルの助成金を調達し、プロジェクトをサポートするための13,000ドルの追加資金を調達した。当駅は2006年にテキサス州ダウンタウン協会の「ベスト復元建築物」賞を受賞した。ミネオラ市は、ユニオン・パシフィック鉄道（UP）から設備を賃借している。2013年に、駅を含むダウンタウンの中心は、国家歴史登録財に登録された。

## 利用可能な鉄道路線／列車
アムトラックの停車する列車は下記の通り。
シカゴとサンアントニオ / ロサンゼルス間の夜行長距離列車テキサス・イーグル号 …1日1往復停車
※南行列車のシカゴ（日・火・金）出発便はサンアントニオでサンセット・リミテッド号と併結され、ロサンゼルス行きとなる。シカゴとサンアントニオ間は毎日運転。北行列車のロサンゼルス（日・水・金）出発便はサンアントニオまでサンセット・リミテッド号と併結され、同駅で切り離し。サンアントニオとシカゴ間は毎日運転。